# Toss It Up
«Toss It Up» — первый сингл Тупака Шакура с его первого посмертного альбома The Don Killuminati: The 7 Day Theory. Композиция записана совместно с K-Ci & JoJo из группы Jodeci.
Видеоклип на песню снят в двух вариантах, которые кроме сюжета клипов ничем не отличаются[уточнить].

## Дорожки
- Макси CD (европейский релиз)

1. «Toss It Up» (radio edit) — 4:52
2. «Toss It Up» (album version) — 4:52
3. «Toss It Up» (instrumental) — 4:41

- Макси CD (американский релиз)

1. «Toss It Up» (radio edit) — 4:52
2. «Toss It Up» (album version) — 4:52
3. «Toss It Up» (video version) — 4:52
4. «Toss It Up» (instrumental) — 4:41

- Аудиокассета

Сторона А
1. «Toss It Up» (radio edit) — 4:52
2. «Toss It Up» (album version) — 4:52

Сторона Б
1. «Toss It Up» (radio edit) — 4:52
2. «Toss It Up» (album version) — 4:52